# شهرستان سان مارکوس
شهرستان سن مارکوس (به اسپانیایی: Departamento de San Marcos) یک منطقهٔ مسکونی در گواتمالا است که در گواتمالا واقع شده‌است. شهرستان سن مارکوس ۷۹۴٬۹۵۱ نفر جمعیت دارد.